# جو لينش (ملاكم)
جو لينش (بالإنجليزية: Joe Lynch)‏ مواليد 30 نوفمبر 1898 في نيويورك - الوفاة 01 سبتمبر 1965 في بروكلين، كان ملاكم أمريكي سابق صنّف ضمن فئة وزن الديك. خاض خمس نزالات ضد بيت هيرمان فاز في 2 منها. أدخل في قاعة مشاهير الملاكمة الدولية سنة 2005.

## إحصائيات
خاض خلال مسيرته 156 نزالا، فاز في 99 وتعادل في 19 وخسر في 36. فاز بالضربة القاضية في 37 نزالا.

## روابط خارجية
- جو لينش على موقع بوكس ريك (الإنجليزية) (registration required)